# Lantea
Lantea (indirizzo dalla Via Lattea: , indirizzo dalla Galassia di Pegaso:  - Punto d'origine: ) è un pianeta dell'universo fantascientifico di Stargate Atlantis.
Lantea fu il pianeta scelto dagli Antichi come luogo dove far atterrare Atlantide dopo essere fuggiti dalla Via Lattea. Prima che il vero nome del pianeta fosse noto, Aiden Ford suggerì di chiamare il pianeta Atlantica, proposta bocciata dal colonnello Sheppard.

## Descrizione
Lantea è uno dei due pianeti del suo sistema solare che si sappia avere un'atmosfera in grado di sostenere la vita umana. Possiede una sola luna, anche se si pensa che una seconda luna esistesse in precedenza.
Principalmente è ricoperto da un enorme oceano, anche se esiste un singolo continente esteso per circa 40.000.000 km². Sul pianeta vivono almeno tre forme di vita animale: un pesce simile alla balena, chiamato Flagisallus dagli Antichi, una specie di aragosta, chiamato Buick, e un pesce molto simile ad una trota. In milioni di anni, nessuna vita intelligente si sviluppò sul pianeta, anche se il Flagisallus dimostrò ottimi segni di intelligenza.
La vita sul pianeta è minacciata da due importanti fattori: il primo accade ogni vent'anni, quando l'oceano si scalda troppo, causando una potente tempesta, estesa per il 20% del pianeta che devasta ogni cosa. Un altro grave pericolo è dovuto ad emissioni di massa sulla superficie del suo sole, cosa che accadde ogni 15.000 anni, in grado di cancellare la vita sul pianeta. Un tempo, i Lantiani ampliarono la portata degli scudi della città, proteggendo una parte del pianeta ma, nella parte non protetta, molte specie si estinsero.

## Storia
Tra i 5 e i 10 milioni di anni fa, Lantea divenne la casa degli Antichi, fuggiti dalla Terra. Per milioni di anni, dimorarono su questo pianeta finché non furono assediati dai Wraith e dovettero sommergere Atlantide per fuggire nuovamente verso la Terra, circa nel 10.000 a.C..
Dopo che i Tau'ri controllavano la città da tre anni, gli Asurani attaccarono Lantea. Quando i terrestri compresero che l'unica possibilità di salvarsi era di fuggire con la città stessa, Atlantide fu fatta decollare, abbandonando Lantea per raggiungere un'altra meta, che poi divenne M35-117, Nuova Lantea.